# Троїцьке (Петуховський округ)
Тро́їцьке (рос. Троицкое) — село у складі Петуховського округу Курганської області, Росія.
Населення — 251 особа (2010, 324 у 2002).
Національний склад станом на 2002 рік:
- росіяни — 92 %